# Kazasi
Kazasi ili Kazahi su turkijski narod, koji pretežno živi u Kazahstanu, gdje čini između 60% i 70% stanovništva, a ostali žive u kineskoj provinciji Xinjiang, Rusiji i Afganistanu. Izvorni etnonim je Kazak no nakon što zemlju osvajaju Rusi, dolazi do pojave forme Kazah (Kazakh), jer Kazak (ruski izgovor imena Kozak) već označuje drugu skupinu ljudi.
Kazasi su većinom islamske vjeroispovijesti, a govore kazaškim jezikom, koji spada u turkijsku skupinu altajske skupine jezika. Kazasi su formirani u narod tek polovicom 19. stoljeća, do tada su bili organizirani u plemenske saveze. Etnički su vrlo srodni s Kirgizima, a u prošlosti su vodili nomadski način života. Danas mali dio Kazaha čine nomadi koji živeu tradicionalnim jurtama. Islamizacija kazaških plemena otpočinje u 8. i 9. stoljeću, a u 15. stoljeću stane prevladujuća religija. Islam su primili od Arapa. Iako su svi običajno sunitski muslimani od Oktobarske revolucije vjerske institucije su bile zatvoreni sve do 1990. godine, no danas se opet otvaraju brojne džamije i islamske škole. 
Kazaha ukupno ima oko 11.524.000, od toga u Kazahstanu 8.318.000, Kini 1.302.000, Uzbekistanu 975.000, te Rusiji 599.000. 

## Vanjske poveznice
- Suhbat (Atameken Toby)
- Welcome to Kazakstan-1* Welcome to Kazakstan-2